# 1924년 로스앤젤레스의 폐페스트 유행
1924년 로스앤젤레스의 폐페스트 유행은 1924년 10월 30일에 시작하여 1924년 11월 13일에 진압된다. 과거 샌프란시스코와 오클랜드 등 캘리포니아 남부지방에서 발생했던 페스트 유행 이후로 처음 발생한 페스트 유행이다. 10월 30일에 시작되어 2주 동안 30명의 목숨을 앗아갔다. 보건당국은 샌프란시스코 사태에서 얻은 교훈으로 모든 접촉자 입원, 격리, 대규모 쥐 퇴치 프로그램 등의 신속한 조치를 수행함으로써 조기에 진압할 수 있었다고 평가했다.

## 역학
최초의 감염 환자를 확인하기 위해 여러 자료를 분석한 결과, 1924년 9월 말이나 10월 초쯤 로스앤젤레스 도심 근처의 메이시 스트리트 지역에 살던 51세의 예수스 루잔(Jesús Lujan)이라는 남성에게 발열과 사타구니에 고통스러운 혹이 나타난 것이 첫 번째 사례임이 밝혀졌다. 루잔은 증상이 나타나기 전, 자신의 집 아래에서 부패가 진행 중이던 쥐를 발견하고 그것을 집어들어 쓰레기통에 버린 적이 있었다. 그리고 그 주에 열다섯살짜리 딸 프란시스카(Francisca)가 열과 호흡곤란을 호소하기 시작했다. 의사는 이를 대엽성폐렴으로 진단했는데, 이후 페스트에 의한 2차 폐렴 감염증임이 밝혀졌다. 이 의사는 또한 루잔의 림프절이 비대해진 것을 보고 가래톳페스트를 성병으로 오진하였다. 결국 11월 6일 이 질병이 페스트임이 밝혀지기 전까지 시 보건당국조차 "이상한 질병(strange malady)", "독성 폐렴(virulent -)', "악성 폐렴", "폐렴" 등의 이름으로 불렀다. 이 사례를 조사한 사람들은 예수스 루잔이 가래톳페스트에 감염되었다고 믿었는데, 실제로 가래톳페스트가 치료되지 않은 채 방치될 경우 폐로 옮겨가 2차 폐렴 감염증을 일으킬 수 있다. 루잔 역시 감염 말기에 피섞인 가래를 뱉는 등, 페스트가 폐렴의 형태로 전환된 것으로 보인다.
일주일 후 프란시스카 루잔이 사망한다. 프란체스카를 돌보던 이웃인 젊은 임산부 루세나 사마라노(Lucena Samarano) 역시 동일한 호흡기 증상이 나타나 며칠 후 사망했다. 희생자들에게 마지막 의식을 행하고 사마라노를 위한 장례 미사에 참석한 가톨릭 신부 M. 브루알라(Brualla) 및 십수명의 이웃들 역시 동일한 증세가 나타나고 며칠 후에 사망하였다. 이후 일주일이 지나기 전에 루세나 사마라노의 가족 8명이 모두 죽었다. LA 카운티 종합병원과 시 보건부 공무원이 요청한 페스트 혈장이 11월 5일 로스앤젤레스에 도착했으나, 단 한 명의 감염자에게만 제때 사용되었을 뿐이다.
1924년 10월 30일, 사마라노의 장례식에 참석했던 한 환자의 혈장에서 페스트균이 분리되었다. 이후 보건당국은 클라라 스트리트와 벨베데레지구에 격리구역을 설치하였다. 여기서 보건당국은 임시 실험실을 설치하여 새로운 감염사례를 즉시 파악해나갔다. 아울러 도시 전체의 쥐와 땅다람쥐를 박멸하기 시작했다. 시내와 베벌리힐스, 항구에서 감염된 쥐가 발견되었다.

## 전염
폐페스트는 사람간 전염이 가능한 유일한 페스트로, 비말을 통해 전염될 수 있다. 물론 페스트에 감염된 동물의 조직이나 체액과 접촉함으로써 감염될 수도 있다. 실제로 1924년 페스트 유행의 최초 감염자는 집 밑에서 발견한 부패한 쥐로부터 감염되었다.

## 같이 보기
- 공기 매개 질병
- 가래톳페스트
- 패혈성페스트
- 슈퍼전파자
- 집단발병
- 전염병
- 인수공통감염병
- 애급쥐